# أدة (نقدة)
أدة هي قرية في مقاطعة نقدة، إيران. يقدر عدد سكانها بـ 150 نسمة بحسب إحصاء 2016.